# Enxames
Enxames é uma povoação portuguesa sede da Freguesia de Enxames do Município do Fundão, freguesia com 22,48 km² de área e 437 habitantes (censo de 2021), tendo, por isso, uma densidade populacional de 19,4 hab./km².
A freguesia foi criada pela Lei n.º 80/89, de 29 de agosto, com lugares desanexados da Freguesia de Fatela.

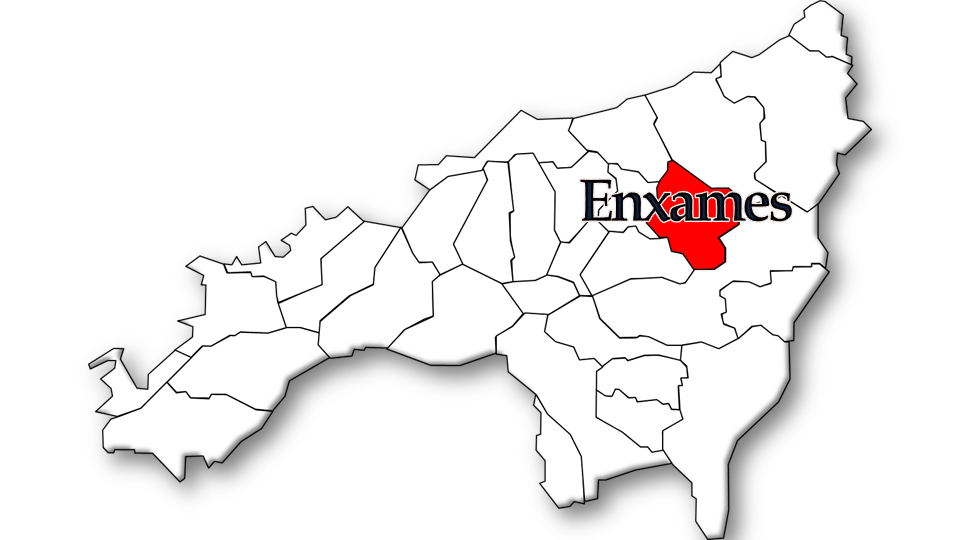
Localização da freguesia no Município do Fundão

A festa de Nossa Senhora do Fastio e de Nossa Senhora do Bom Parto, que é uma grande romaria católica, é uma tradição muito importante na freguesia dos Enxames, no concelho de Fundão. Ela é celebrada no Domingo de Pascoela e na Segunda-feira seguinte, na capela-santuário de Nossa Senhora do Fastio, reunindo muitos romeiros da região da Cova da Beira.

## Demografia
A população registada nos censos foi:
| Distribuição da População por Grupos Etários | Distribuição da População por Grupos Etários | Distribuição da População por Grupos Etários | Distribuição da População por Grupos Etários | Distribuição da População por Grupos Etários |
| -------------------------------------------- | -------------------------------------------- | -------------------------------------------- | -------------------------------------------- | -------------------------------------------- |
| Ano                                          | 0-14 Anos                                    | 15-24 Anos                                   | 25-64 Anos                                   | > 65 Anos                                    |
| 2001                                         | 72                                           | 69                                           | 262                                          | 193                                          |
| 2011                                         | 48                                           | 61                                           | 239                                          | 172                                          |
| 2021                                         | 33                                           | 24                                           | 209                                          | 171                                          |

## Património
- Igreja de Santo António (Igreja Matriz)
- Capela de Nossa Senhora do Bom Parto
- Santuário de Nossa Senhora do Fastio
- Cruzeiro de Enxames